# Serrat dels Cristians Vells
El Serrat dels Cristians Vells és una serra situada al municipi de Sant Pere de Torelló a la comarca d'Osona, amb una elevació màxima de 1.143 metres.